# 李亨善
李亨善（韓語：이형선，1969年12月8日—），韓國電視劇導演。

## 作品列表

### 電視劇
- 2001年：MBC《想再看到他的臉》
- 2002年：MBC《黃金馬車》
- 2007年：MBC《在我身邊》
- 2008年：MBC《天下絕色朴貞今》
- 2010年：MBC《被稱為神的男子》
- 2011年：MBC《危險的女人》（製作）
- 2013年：MBC《金子輕鬆出來吧》
- 2015年：MBC《夏娃的愛情》
- 2016年：MBC《春日常在》
- 2022年：MBC《魔女的遊戲》

### 電影
- 2003年：《無道里》

## 外部連結
- NAVER